# Valkosaari
Valkosaari (suédois : Blekholmen, français : Île blanche) est une petite île à Helsinki en Finlande.

## Description
L'île est proche port du Sud au sud-est de Ryssänsaari.
Un ponton la relie à Luoto.
Le club de voile Nyländska Jaktklubben (fi) y tient un port et un restaurant.

## Accès
De début mai à fin septembre une navette relie l'île au quai de Valkosaari devant le terminal Olympia.

## Galerie

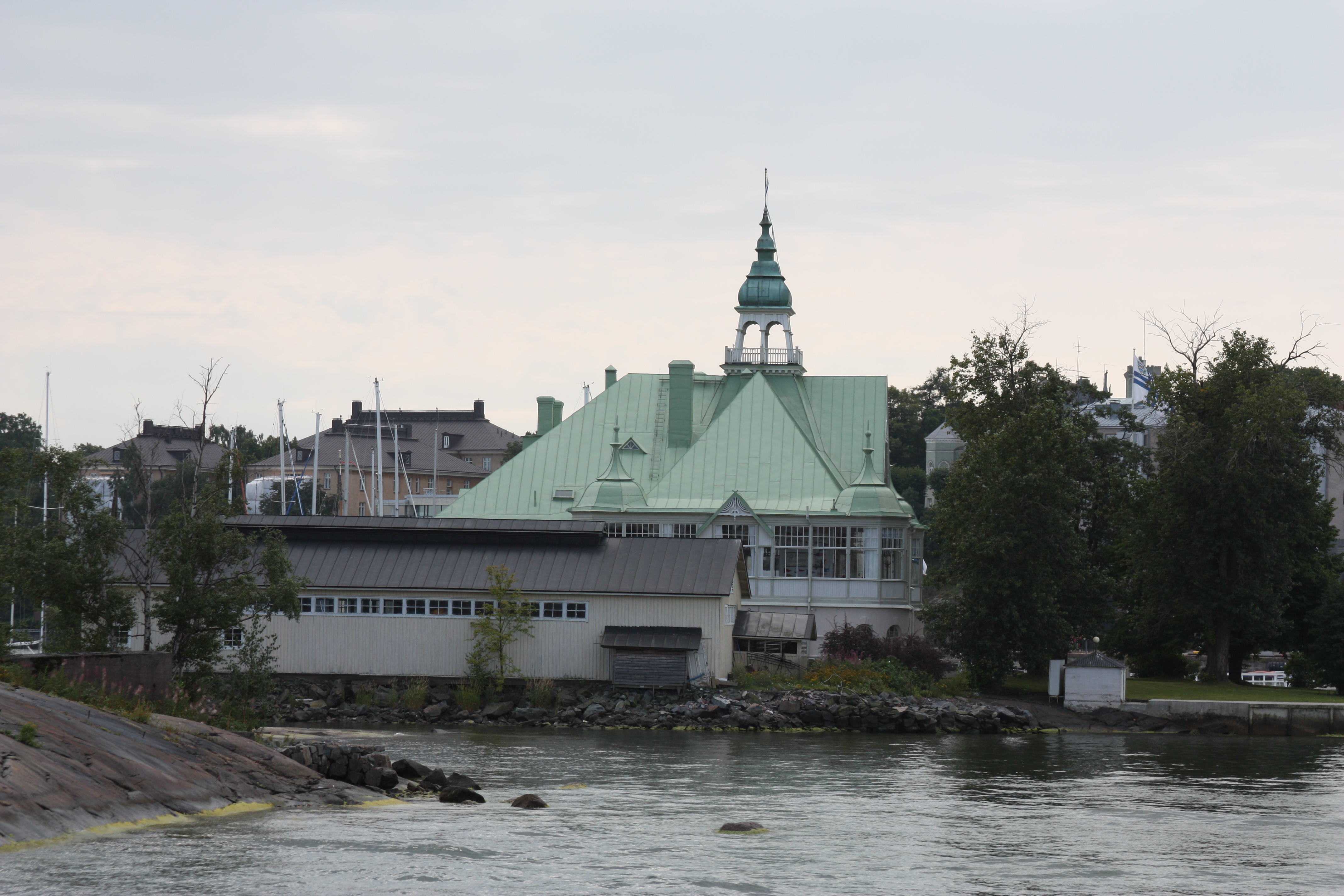
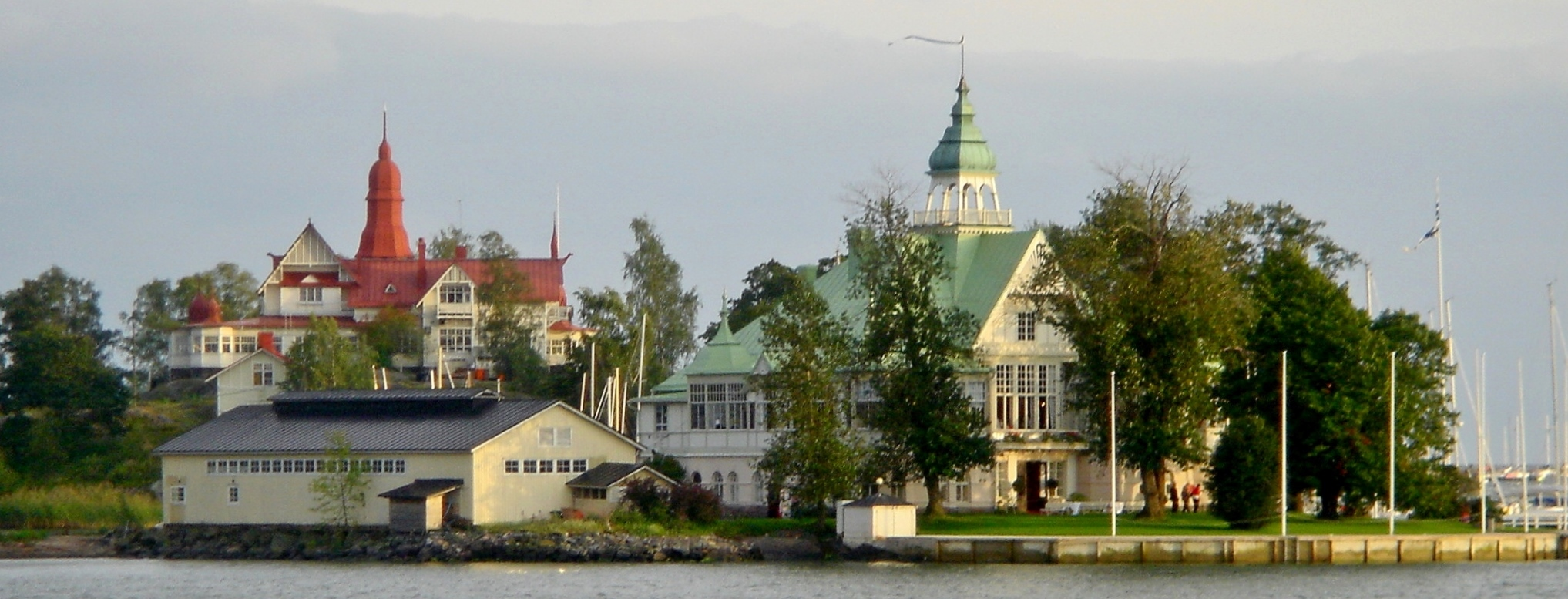
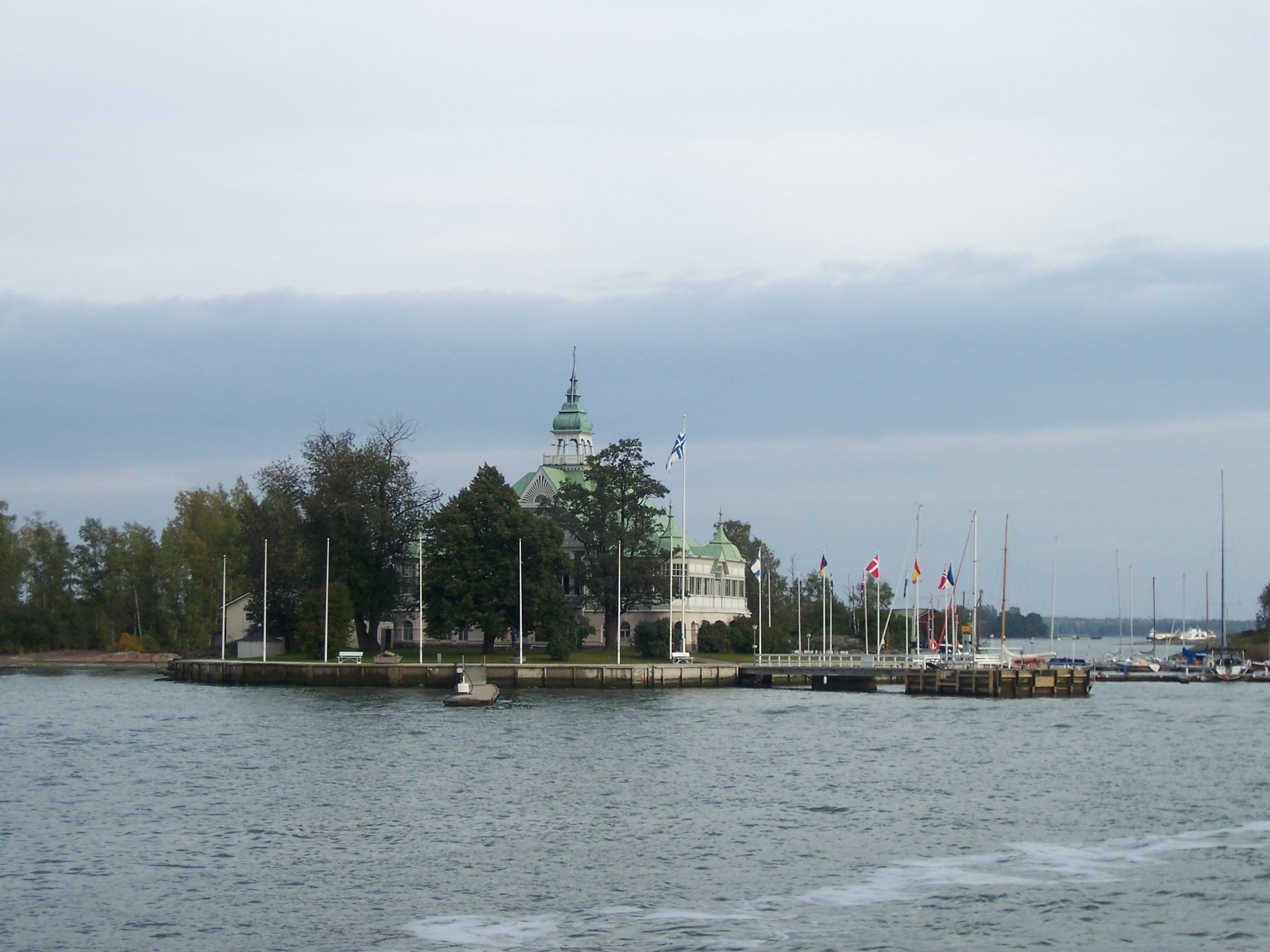
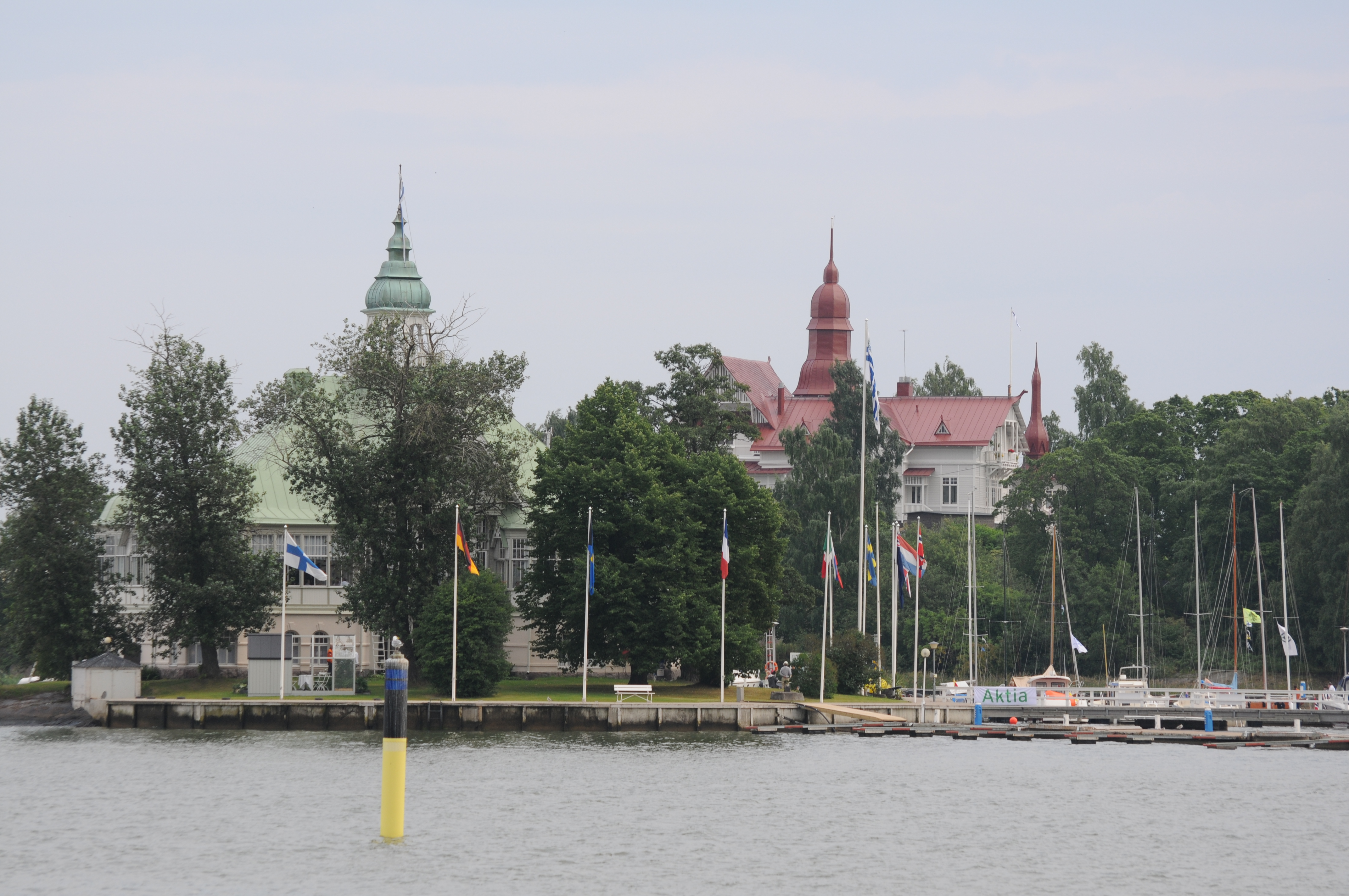